# Karl Otter
Karl Otter (* 27. April 1883 in Sendrowen, Landkreis Ortelsburg; † Frühjahr 1945 im KZ Bergen-Belsen) war ein deutscher Gewerkschafter und Politiker (USPD, SPD).

## Leben
Karl Otter wurde als Sohn eines Bergarbeiters geboren. Seine Familie zog von Ostpreußen nach Bochum, wo er die Volksschule besuchte und den väterlichen Beruf erlernte. Er arbeitete ab 1899 als Bergmann im Ruhrbergbau, engagierte sich in der Gewerkschaft und war von Juni 1913 bis 1915 Angestellter des Bergarbeiterverbands in Bochum. Im Anschluss nahm er als Soldat am Ersten Weltkrieg teil, aus dem er 1917 als Kriegsbeschädigter heimkehrte. Ab dem 1. Dezember 1918 war er wieder als Angestellter (Gewerkschaftsbeamter) im Zentralbüro des Bergarbeiterverbandes in Bochum tätig. Außerdem war er Mitglied der Preußischen Grubensicherheitshauptkommission.
Otter trat kurz nach der Jahrhundertwende in die SPD ein und war von 1909 bis 1913 Vorstandsmitglied der SPD-Wahlkreisorganisation Recklinghausen-Borken. Er gründete 1917 die Bochumer USPD, war Parteisekretär und wurde im Februar 1921 als Abgeordneter in den Preußischen Landtag gewählt. Seit 1922 war er wieder Mitglied der Mehrheitssozialisten. Dem Landtag gehörte er ohne Unterbrechung bis zum Ende der dritten Wahlperiode 1932 an. Im Parlament vertrat er den Wahlkreis 18 (Westfalen-Süd).
Nach der Machtübernahme der Nationalsozialisten wurde Otter 1933 als Gewerkschaftsbeamter entlassen. Ein Jahr später erfolgte seine Verhaftung mit anschließender Internierung in einem Konzentrationslager. Im August 1944 wurde er erneut verhaftet und ins KZ Sachsenhausen verbracht. Von dort aus wurde er in das KZ Bergen-Belsen verlegt, wo er im Frühjahr 1945 verstarb.